# Брейн Копс, Яков Леонард де
Яков Леонард де Брейн Копс (нидерл. Jacob Leonard de Bruyn Kops 1822—1887) — голландский экономист, статистик, издатель, публицист, преподаватель и политический деятель.

## Биография
Яков Леонард де Брейн Копс родился 22 декабря 1822 года в Северной Голландии в городе Харлеме.
В 1850 году издал книгу: «Beginselen van staathuishoudkunde» (Амстердам, 1850; 5 изд., 1875); в 1852 году основал ежемесячный журнал: «De Economist», который в Голландии имел большой авторитет и намного пережил своего создателя, а также оказал стране большие услуги своей борьбой против косвенных налогов.
В это же время де Брен Копс поступил на службу в министерство финансов, которую оставил в 1864 году, когда занял кафедру политической экономии в политехнической школе в Дельфте (ныне Делфтский технический университет).
В 1868 году был избран во вторую палату генеральных штатов, вследствие чего в 1873 году вынужден был отказаться от профессуры.
Ему принадлежат следующие труды: «Over indirecte belasting als middel van plaatselijke inkomsten» (Амстердам, 1851); «Beknopte handleiding tot de Kennis der spoorwegen etc.» (там же, 1863) и др.
Брейн Копс известен также и как статистик. В 1881—1883 гг. он издавал «Jaarcijfers» — статистический ежегодник, который сразу стал известен и за границей во французском переводе («Résumé statistique du royaume de Pays-Bas»). С 1884 года этот ежегодник по расширенной программе стал издаваться статистическим институтом в Амстердаме.
Яков Леонард де Брейн Копс умер 1 октября 1887 года в городе Гааге.